# Павлов, Михаил Никитович (1919—1943)
Михаи́л Ники́тович Па́влов (1919—1943) — лётчик, старший лейтенант Рабоче-крестьянской Красной Армии, участник Великой Отечественной войны, Герой Советского Союза (1944).

## Биография
Михаил Павлов родился в 1919 году в деревне Липовец (ныне — Ливенский район Орловской области). После окончания семи классов школы работал в колхозе. В 1939 году Павлов был призван на службу в Рабоче-крестьянскую Красную Армию. В 1940 году он окончил Краснодарское военное авиационное училище штурманов. С начала Великой Отечественной войны — на её фронтах.
К октябрю 1943 года старший лейтенант Михаил Павлов был штурманом эскадрильи 128-го бомбардировочного авиаполка 241-й бомбардировочной авиадивизии 3-го бомбардировочного авиакорпуса 16-й воздушной армии Центрального фронта. К тому времени он совершил 213 боевых вылетов на штурмовку скоплений боевой техники и живой силы противника, нанеся ему большие потери.
6 октября 1943 года во время бомбардировки эшелонов на железнодорожном узле Гомель самолёт Свиридова был подбит и при возвращении на базу взорвался. Лётчик Алексей Свиридов и штурман Михаил Павлов погибли, а стрелок-радист Григорий Алексеев, получив множественные ранения, выжил и был доставлен в госпиталь.
Павлов похоронен в селе Перепис Городнянского района Черниговской области.
Указом Президиума Верховного Совета СССР от 13 апреля 1944 года за «образцовое выполнение боевых заданий командования по уничтожению живой силы и техники противника и проявленные при этом мужество и героизм» старший лейтенант Михаил Павлов посмертно был удостоен высокого звания Героя Советского Союза. Также был награждён двумя орденами Ленина, двумя орденами Красного Знамени и рядом медалей.
В честь Павлова названа улица в его родном селе.